# Mühlenordnung
Eine Mühlenordnung ist ein rechtliches Dokument, das Vorschriften für den Betrieb einer Mühle enthält. In ihr waren Regelungen, die den Mühlen- und Wasserbau sowie das gesamte Mühlenwesen berühren, niedergeschrieben. Mühlordnungen galten jeweils nur für bestimmte Gemeinden oder Landstriche, es waren also keine universal gültigen Dokumente. Meist musste alljährlich auf sie ein neuer Eid geleistet werden.

## Hintergrund und Geschichte
Dem Müller ging insbesondere im Mittelalter der Ruf der Unehrlichkeit voraus, der durch den Mühlenzwang noch verschärft wurde: „Oft wurde er als Betrüger und Mehlverschlechterer verleumdet; dies brachte dem Müller eine soziale Außenseiterstellung ein. Die Landesherren sahen sich durch Beschwerden der Mahlgäste (Mahlkunden) veranlasst, einzuschreiten und Mühlenordnungen zu erlassen, die Teil des Landrechts waren. Diese Mühlenordnungen enthielten strenge Regeln über Rechte und Pflichten des Müllers.“ So wurde unter anderem geregelt, wie groß der Anteil des Müllers am Mahlgut als Lohn für das Mahlen zu sein hatte.
Das heute noch gebräuchliche Sprichwort »Wer zuerst kommt, mahlt zuerst!« hat seinen Ursprung im Sachsenspiegel des Eike von Repgow und war eine demokratische Regel im Mittelalter. Sie besagte ursprünglich wohl, dass auch Fürsten an einer Mühle keinen Vorzug bekommen, sondern die Mahlgäste der Reihe nach bedient werden sollten. Dieses Prinzip wird auch als First In – First Out bezeichnet. Im Laufe der Neuzeit wandelte sich ihre Funktion dahin, dass sie es dem Müller erschwerte, Bestechungsgelder für die Bevorzugung der Mahlgäste zu nehmen.